# Woudrichem

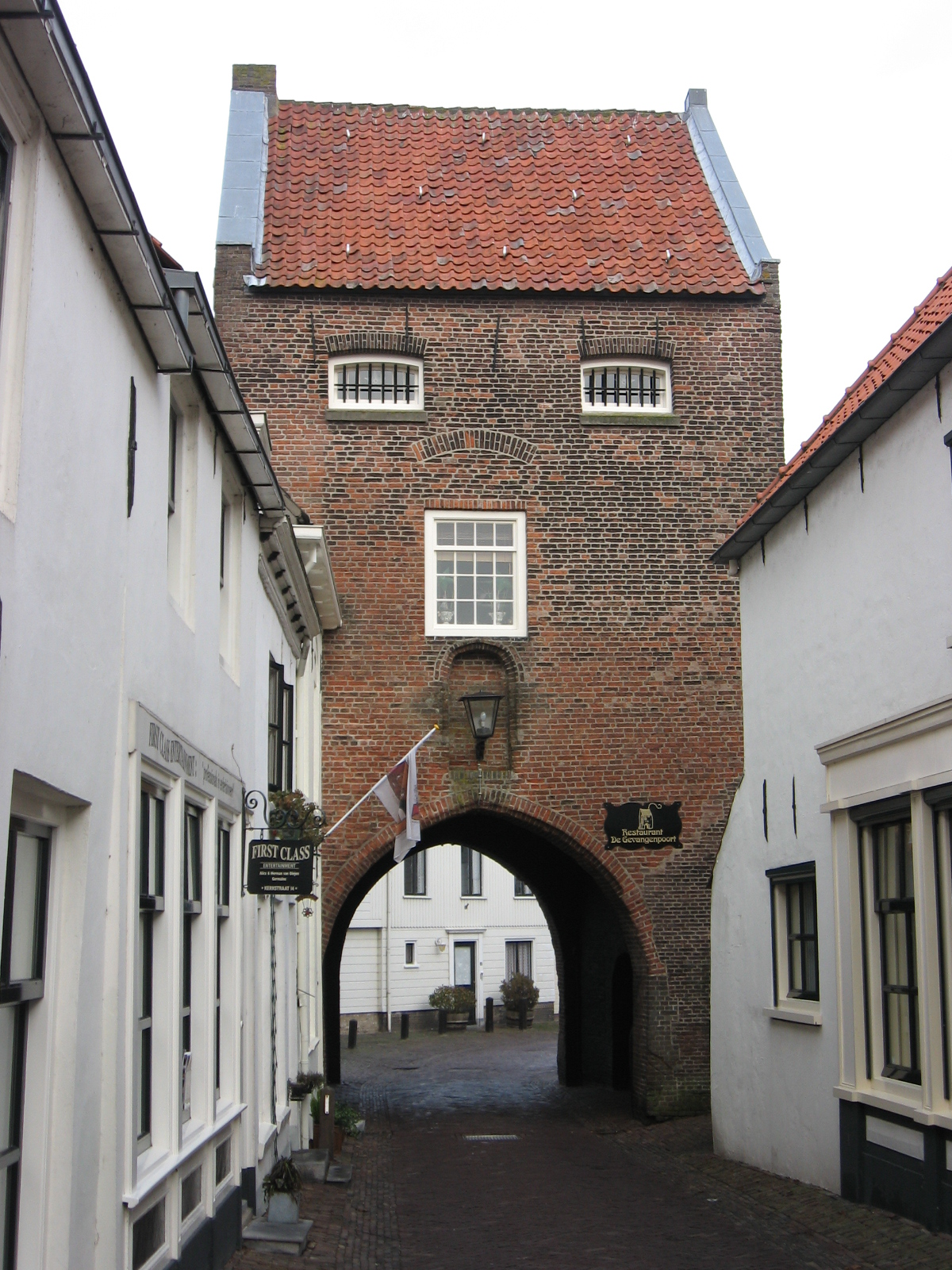
Gevangenpoort (Antigua puerta de la prisión)

Woudrichem es una ciudad situada en el municipio de Altena, en la provincia de Brabante Septentrional, Países Bajos. Tiene una población estimada, en 2022, de 4670 habitantes.
Fue la capital del municipio homónimo hasta el 1 de enero de 2019, en que se fusionó con los municipios de Aalburg y Werkendam para formar el nuevo municipio de Altena.